# 1731 au théâtre
| Années du théâtre : 1728 - 1729 - 1730 - 1731 - 1732 - 1733 - 1734    |
| Décennies du théâtre : 1700 - 1710 - 1720 - 1730 - 1740 - 1750 - 1760 |

## Pièces de théâtre publiées
- L’Orphelin de la maison de Tchao : tragédie chinoise (présentation en ligne), traduite en français par Joseph Henri Marie de Prémare, de la Compagnie de Jésus.

## Pièces de théâtre représentées
- 11 mai : L'Italie galante ou les contes d'Antoine Houdar de La Motte, Paris, Comédie-Française
- 21 juin : Le Marchand de Londres (The London Merchant), drame bourgeois de George Lillo.
- 5 novembre : La Réunion des Amours, comédie de Marivaux, Paris, Comédie-Française.
- Le Faux Sincère de Charles Dufresny.

## Naissances
- Date précise inconnue ou non renseignée :
  - Jean-Auguste Jullien, dit Desboulmiers, historien du théâtre et auteur dramatique français, mort en 1771.

## Décès
- 30 mars : Hilaire-Bernard de Longepierre, auteur dramatique français, né le 18 octobre 1659.
- 26 décembre : Antoine Houdar de La Motte, écrivain et dramaturge français, né le 17 janvier 1672.